# Joe Sherlock

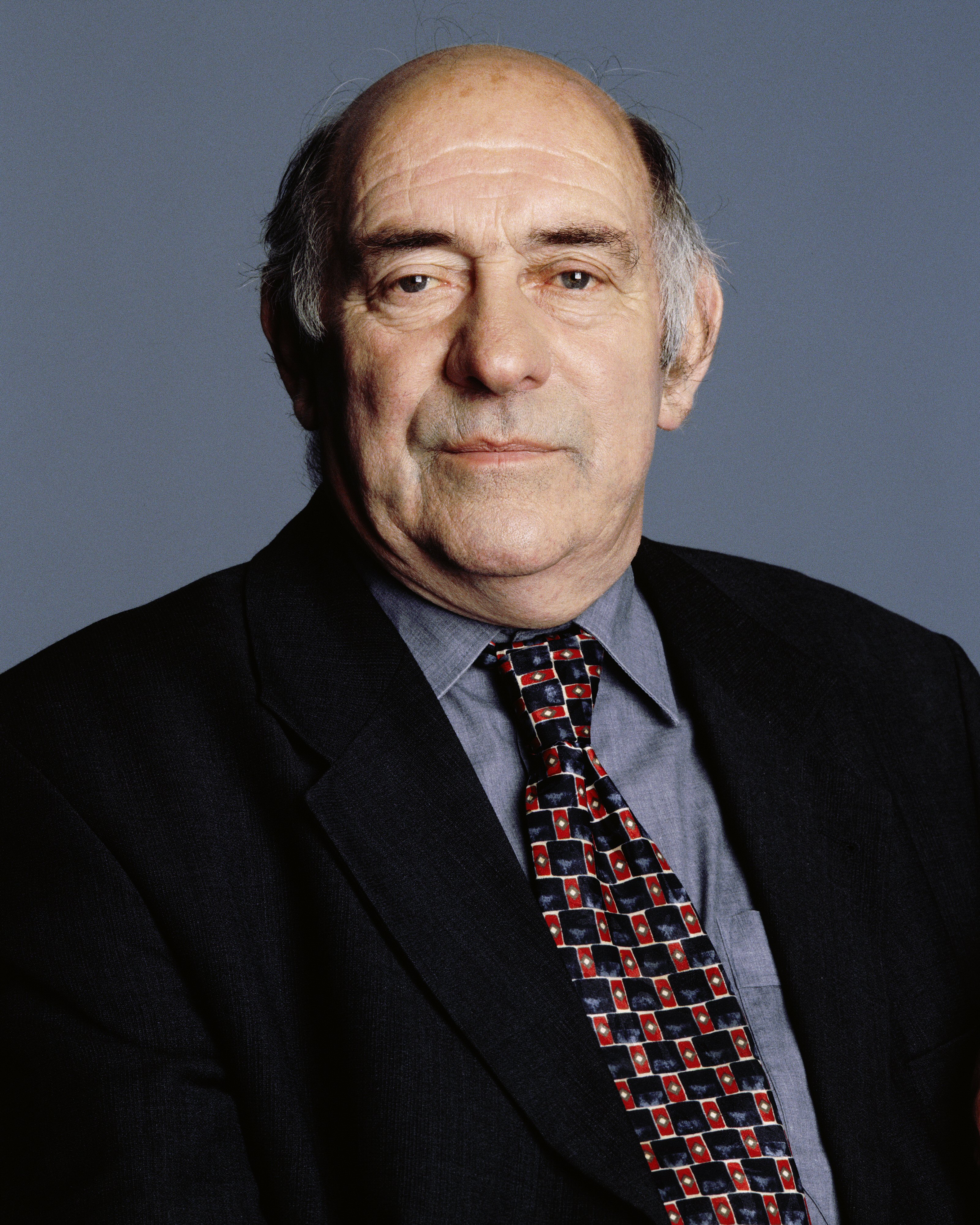
Joe Sherlock (2002)

Joseph „Joe“ Sherlock (* 26. September 1930 in Kildorrery, Cork; † 10. September 2007 in Cork) war ein irischer Politiker der Irish Labour Party.

## Leben
Sherlock beteiligte sich als junger Mann an den Anschlägen im Zuge der Border Campaign. Er wurde im Mountjoy Prison inhaftiert. Er arbeitete für 18 Jahre in einer Zuckerfabrik und zog 1967 in den Mallow Council ein. Er blieb auch der Spaltung der Sinn Féin bei dem sog. „offiziellen Flügel“, der Workers’ Party of Ireland. Er wurde 1974 wurde er in den Cork County Council gewählt. Bis 2003 konnte er das Mandat halten.
1973 und 1977 versuchte er erfolglos, in den Dáil Éireann im Wahlkreis Cork North East einzuziehen. 1981 und im Februar 1982 konnte er dann für die Sinn Féin - Workers’ Party einen Sitz im Wahlkreis Cork East erringen, den er im November 1982 wieder verlor. Bei den Europawahlen 1984 und 1989 konnte er keinen Erfolg erzielen.  Allerdings konnte er bei den Wahlen 1987 und 1989 jeweils einen Sitz erringen, um ihn 1992 wieder abzugeben.
1993 wechselte er zur Democratic Left und wurde in den Seanad Éireann gewählt. Bei den Wahlen zum Dáil Éireann 1997 konnte er keinen Erfolg verzeichnen und auch seinen Sitz im Seanad nicht verteidigen. 1999 wechselte er zu Labour. 2002 gelang es ihm dann, bei den Wahlen zum Dáil Éireann 2002 wieder einen Sitz zu erringen.

## Privates
Joe Sherlock war mit Ellen Spillane verheiratet und hatte mit ihr drei Kinder, darunter den Politiker Seán Sherlock. 2005 starb er nach kurzer Krankheit.